# Solomija Vynnyk
Solomija Vynnyk (in ucraino Соломія Винник?; 27 novembre 2001) è una lottatrice ucraina, specializzata nella lotta libera.
È sorella gemella di Marija Vynnyk, anche lei lottatrice.

## Biografia
Solomija Vynnyk ha vinto la medaglia d'argento nei 55 kg agli Europei di Roma 2020, perdendo in finale contro la russa Ol'ga Chorošavceva.

## Palmarès
- Europei

Roma 2020: argento nei 55 kg.